# Lycosa choudhuryi
Lycosa choudhuryi là một loài nhện trong họ Lycosidae.
Loài này thuộc chi Lycosa. Lycosa choudhuryi được Benoy Krishna Tikader & A. Malhotra miêu tả năm 1980.